# Проточная
Проточная (фин. Koverilanjoki) — река в России, протекает по территории Севастьяновского сельского поселения Приозерского района Ленинградской области. Длина реки — 2 км.
Река берёт начало из озера Богатырского на высоте 9,8 м над уровнем моря и далее течёт преимущественно в северном направлении.
Впадает в Рыбацкий пролив озера Вуоксы на высоте 7,0 м над уровнем моря.
Населённые пункты на реке отсутствуют.
Название «Koverilanjoki» переводится с финского языка как «Вогнутая река».
Код объекта в государственном водном реестре — 01040300212102000009409.